# Miroslav Konrád
Miroslav Konrád (17. červen 1945, České Budějovice) je český akademický malíř. Pracuje v oblasti malby, akvarelu a artprotisu. Vystavoval ve Švýcarsku, Německu, Francii, v USA, v Kanadě, v Itálii, v Rakousku, v Polsku, v Chorvatsku a Brazílii. Svými obrazy je zastoupen jak v soukromých, tak státních sbírkách v Česku i ve světě.
V roce 1996 získal 1. cenu francouzského města Saint-Malo za akvarel Solidor en Peinture. Roku 2000 pak obdržel cenu Salvador Dali International.

## Život
V roce 1969 absolvoval studijní pobyt v Paříži na pozvání francouzského malíře Jeana Bazaina. V letech 1970–1976 studoval Akademii výtvarných umění v Praze, speciální školu figurální a krajinářské malby prof. Jana Smetany.
Roku 2005 publikoval knihu svých veršů a akvarelů: Vnímání – ilustrace akvarelu šeptaným veršem. Ilustroval sbírku básní Davida Jana Žáka Na břiše svítání (2006) a knihy Jana Šmída Obrázky z Provence (podruhé vydána 2008) a Obrázky z Champagne (2010).

## Výstavy

### Samostatné výstavy
- 1973 – DK Malá scéna České Budějovice, Československo
- 1977 – Dům umění České Budějovice, Československo

- 1987 – Galerie Vincenta Kramáře Praha, Československo
- 1990 – Malba do šuplíku – Dům umění České Budějovice, Československo

Galerie města Freising, Německo
Galerie v budově Pojišťovny Allianz, Linz, Rakousko
- 1991 – Contre la violence – M E M O R I A L de 6.6.1944, Caen, Francie

Aquarelles – Librerie Hemisphéres, Caen, Francie
Galerie města Freising, Německo
- 1992 – Galerie města Vilshofen, Německo

Galerie de la ville Touques, Caen, Francie
- 1993 – Galerie privée, Honfleur a Caen, Francie

- 1994 – Galerie Platýz, Praha, Česko

Galerie Danielle Bourdette, Honfleur, Francie
Galerie Ettiene de Causans, Rue de Seine, Paříž, Francie
společně s Miroslavem Páralem – Kulturmodel Passau, Německo
Hotel Holliday Inn, Passau, Německo
- 1995 – Galerie von Knobelsdorf, Hamburg, Německo

Galerie Danielle Bourdette, Honfleur, Francie
- 1996 – Artotéque – Centre culturel, Rue Vastel, Cherbourg, Francie

Agency Tchechische Keramik Design, Český Krumlov, Česko
- 1996–2002 – Výstavy v Restauraci Le Recive, Saint-Malo, France
- 1997 – Galerie M, Luzern, Švýcarsko

Verše a akvarely – Galerie Gregorius, České Budějovice, Česko
- 1997 – Galerie M, Luzern, Švýcarsko

Zu Linde, Appenzel, Švýcarsko
- 1998 – Ma mythologie-Galerie d´art de la prefecture, Mason de Gleresse, La Neuveville,Švýcarsko
- 1999 – Galerie Neuchatel, Švýcarsko

společně s Karlem Příhodou – Galerie de ville-S.I.-Thuir,Millas, Francie
Invité d´honeur de Salon de l´eté - Chateaux Flamanville, Francie
Prager Galerie Nürnberg, Německo
Galerie Gregorius, České Budějovice, Česko
- 1999–2000 – Ansel-Biddle-Konrád-Nulty-O´Callaghan - Artists Muzeum 7st.Avenue, Washington DC, USA, za podpory paní Medy Mládkové
- 2000 – Mythologie M. Konráda – Radnice, České Budějovice, Česko

Náhodné setkání – M. Konrád + Oldřich Drahotušský – MG AC-Týn Vltavou, Česko
Fotografie Washington D.C. – DK.Metropol, České Budějovice, Česko
- 2001 – Galerie de St.Maxim, Francie Galerie José, Frejus, Francie
- 2002 – společně s Petrem Schelem – Galerie des Hospices, Canet en Roussillon, Francie

Galerie von Knobelsdorf, Hamburg, Německo
- 2003 – Mythologie-Masarykův KD, Mělník, Česko

AKT ad acta – Galerie Gregorius, České Budějovice, Česko
LE COLIGNY-Vitré, Francie
Galerie La Decouverte, Nantes, Francie
- 2004 – MG AC-MiroslavKonrád-obrazy +Petr Schel-sochy, Týn n.V., Česko
- 2005 – Relativní absolutno vnímání - Alšova jihočeská galerie Č.Budějovice, Česko

Salle du Temple protestant, Vitré, Francie
- 2006 – Akvarely – Komorní galerie u Schelů, České Budějovice, Česko

Galerie Fauedic, Lorient, Francie
- 2007 – Galerie Ettiene de Causans, Rue de Seine, Paříž, Francie

Musee Georgette Dupouy, Dax, Francie
Galerie Mont de Marsan, Francie
Cellier de le Bastide, Sauveterre de Guyenne, Francie
- 2008 – Galerie Ettiene de Causans, Rue de Seine, Paříž, Francie
- 2009 – Duchovní krajina, České Budějovice, Česko, Lorient, Francie

Setkání na Včelné s Petrem Schelem, České Budějovice, Česko
Vnímání s Petrem Schelem, Dolní Chabry, Praha, Česko
Evropská setkání - Muzeum středního Pootaví, Strakonice, Česko
Galerie Danielle Bourdette, Honfleur, Francie
- 2010 – Zraji jako víno, Radnice České Budějovice, Česko

Obrázky z Francie, Hrad Strakonice, Česko
- 2011 – Schwarzenberský špitál, Lišov, Česko
- 2012 – Expo Champagne, Virin, Hautvilliers, Francie

Galerie Rubikon, Olomouc, Česko
Viné i nevinné inspirace z Francie, Chvalský zámek Praha, Česko
Akvarely, Galerie Belo Horizont, Brazílie
- 2016   Exposition Festival, Oudon, Francie

- 2017   Galerie Mariánská, České Budějovice, ČR

- 2019   Zámeček Poříčí, Boršov n/Vlt., ČŘ
- 2021 Galerie Knížecí Dvůr Hluboká nad Vltavou